# 門捷列夫斯克區

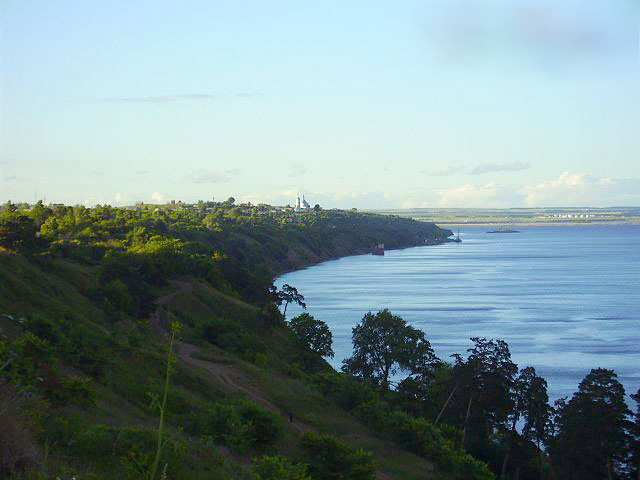

55°58′N 52°22′E / 55.967°N 52.367°E
門捷列夫斯克區（俄语：Менделеевский район），是俄羅斯的一個區，位於該國西部，由韃靼斯坦共和國負責管轄，面積746.4平方公里，2010年人口30,377，人口密度每平方公里40.7人。